# Građevinski materijal
Pojam građevinski materijal označava sve one materijale koji se koriste u građevinarstvu. Prema porijeklu dijele se na prirodne i umjetne, prema sastavu na jednostavne i složene (npr. beton), prema konstruktivnim svojstvima na noseće, vezive i izolacione materijale.
Vrste građevinskih materijala:
- Kamen
- Opeka - cigleni blok, cigla
- Betonski blok
- Plinobetonski blokovi - npr. siporex, Ytong
- Gips ploče
- Fert nosači - za izradu polumontažnih stropova
- Stropna ispuna
- Armaturne mreže
- Armaturno željezo
- Crijep
- Salonitne ploče
- Beton
- Cement
- Vapno
- Pijesak
- Tucanik
- Šljunak
- Drvo
- Keramičke pločice
- Ekstrudirani polistiren (stirodur, XPS)
- Ekspandirani polistiren (stiropor)
- Kamena vuna
- Ljepenke
- Žbuka
- Mort